# Stefan Cybulski
Stefan Sylweriusz Cybulski (ur. 20 czerwca 1858 w Kuszczyńcach, zm. 21 lutego 1937 w Warszawie) – filolog klasyczny, pedagog i działacz społeczny.

## Życie
Urodzony 20 czerwca 1858 w Kuszczyńcach na Podolu w rodzinie ziemiańskiej, syn Józefa i Emilii z Bilińskich. Ukończył gimnazjum w Niemirowie (1879) i filologię klasyczną na Uniwersytecie Warszawskim (srebrny medal, 1883). Był nauczycielem języków klasycznych w IV gimnazjum rządowym w Warszawie (1883–1890), oraz w cesarskim gimnazjum w Carskim Siole (1890–1904). W 1904 przeniesiony do Petersburga, gdzie uczył w III gimnazjum języków klasycznych i psychologii, wykładając równocześnie historię powszechną w katolickim seminarium duchownym. Dyrektor gimnazjum męskiego przy kościele św. Katarzyny (1907–1919). Jako kierownik najważniejszej w Petersburgu i cieszącej się powszechną renomą katolickiej placówki oświatowej odegrał ważną rolę w kształtowaniu osobowości wielu młodych Polaków, stanowiących zdecydowaną większość uczniów zakładu. Istotne znaczenie przydawał wychowaniu religijnemu, wierzył w uszlachetniającą moc sztuki, zwłaszcza przedstawienia teatralnego (furorę wśród publiczności robiły coroczne „przedstawienia francuskie”) i śpiewu kościelnego, których był propagatorem (spod jego pióra wyszło wiele publikacji na ten temat). Dbał o zapewnienie młodzieży wypoczynku letniego z dala od zgiełku miejskiego. W trosce o materialne potrzeby uczniów niejednokrotnie odwoływał się do dobrej woli petersburskiej Polonii. Od 1910 prowadził lektorat języka greckiego na wyższych żeńskich kursach Rajewa. Redaktor i wydawca miesięcznika filologicznego „Hermes”. Od 1901 członek petersburskiego Cesarskiego Rosyjskiego Towarzystwa Archeologicznego. Po wybuchu I wojny światowej od września 1914 był działaczem petersburskiego oddziału Polskiego Towarzystwa Pomocy Ofiarom Wojny.
Po powrocie do kraju pracował w Ministerstwie Wyznań Religijnych i Oświecenia Publicznego, najpierw jako radca ministerialny w Wydziale Programowym (1920–1924), potem wizytator ministerialny szkół średnich w zakresie języków klasycznych (1924–1930). Pod jego kierunkiem opracowany został program nauczania języków klasycznych w gimnazjach, on sam zaś przygotował do niego wskazówki metodyczne (1927). Inicjator i organizator powstania państwowego gimnazjum klasycznego im. Tadeusza Reytana w Warszawie. Był także wykładowcą w zakresie filologii klasycznej na UW. Po przejściu na emeryturę był dyrektorem prywatnego gimnazjum humanistycznego w Warszawie „Przyszłość” (1930–1937). Współzałożyciel i pierwszy prezes warszawskiego koła Towarzystwa Filologicznego, którego od 1934 był członkiem honorowym. Autor wielu prac naukowych i pedagogicznych w językach rosyjskim, niemieckim, polskim, francuskim i włoskim. Najbardziej znane były kolorowe Tabulae quibus antiquitates Graecae et Romanae illustrantur, wraz z tekstami objaśniającymi. Zmarł 21 lutego 1937 w Warszawie, pochowany w grobowcu rodzinnym na cmentarzu Powązkowskim (kwatera PPRK-1-252).

### Prace Stefana Cybulskiego
- Drevnij gorod' Afiny i jego gawani : ob'âsnitel'nyj tekst” k' 14-oj „Tablice dlâ naglâdnago prepodavaniâ i izučeniâ grečeskih” i rimskih” drevnostej”, Sankt Petersburg 1890
- Kilka uwag w sprawie śpiewu kościelnego, Płock 1900, wersja elektroniczna Polona.pl
- Illûstracii byta drevnih Grekov” i Rimân” v” tablicah” : Grečeskij teatr” / obâsnitel'nyj tekst k” 12 i 13 tablicam” Carskie Sioło 1901
- Voennoe delo u drevnih Grekov: vooruženie i sostav grečeskih i rimskih drevnostej: ob''âsnitel'nyj tekst'' k'' 1-j i 2-j Tablicam'' dlâ naglâdnago prepodavanìâ i izučenìâ grečeskih'' i rimskih'' drevnoste, Sankt Petersburg 1901
- Grečeskaâ i rimskiâ suda : ob”âsnitel'nyj tekst k” 4-j „Tablice dlâ nagiâdnago prepodavaniâ i izučeniâ grečeskih” i rimskih” drevnostej, Sankt Petersburg 1901
- Das Kriegswesen der alten Griechen: erklärender Text zu NN. 1 u. 2 der „Tabulae quibus antiquitates Graecae et Romanae illustratur” Leipzig 1901
- Rimskij dom”: ob”âsnitel'nyj tekst” k” XI-j „Tablice dlâ naglâdnago prepodavaniâ i izučeniâ grečeskih” i rimskih” drevnostej”, Sankt Petersburg 1902
- Die griechische und römischen Schiffe: erklärender Text zu Tafel 4 „Tabulae quibus antiquitates Graecae et Romanae illustratur”, Leipzig 1903
- Die Kultur der Griechen und Römer dargestellt an der Hand ihrer Gebrauchsgegenstände und Bauten: Bilderatlas mit erläuterndem w: „Tabulae quibus antiquitates Graecae et Romanae illustrantur” unter Mitwirkung von Fachgelehrten, Leipzig 1905,
- Das römische Haus: erklärender Text zu Tafel 11 „Tabulae quibus antiquitates Graecae et Romanae illustratur” , Leipzig 1905
- Das griechische Haus: erklärender Text zu Tafel 10 „Tabulae quibus antiquitates Graecae et Romanae illustratur”, Leipzig 1910
- Osnovy latinskago âzyka v'' populârnom'' izloženìi: vvedenìe v'' čtenìe rimskih'' avtorov'': po obrazcu knigi S. Rejnaka „Cornélie ou le latin sans pleurs”, Petrograd 1915
- Podręcznik do nauki języka łacińskiego i filologji klasycznej, Lwów-Warszawa 1922
- Podręcznik do nauki języka łacińskiego i filologji klasycznej, Lwów 1922 wersja elektroniczna Polona pl.
- Sztuka wojenna Greków i Rzymian: tekst objaśniający Tabulae, quibus antiquitates Graecae et Romanae illustrantur: tablice: 1, 2, 4, 5, 6, 7, 8, 9, Lwów 1922, wersja elektroniczna Polona.pl
- Monety greckie i rzymskie: tekst objaśniający, Tabulae, quibus antiquitates Graecae et Romanae illustrantur: tablice: 3a/1 i 3a/2 i 3b/1 i 3b/2, Lwów 1922 wersja elektroniczna Polona.pl
- Dom grecki i rzymski: tekst objaśniający Tabulae, quibus antiquitates Graecae et Romanae illustrantur: tablice: 10 i 11, Lwów-Warszawa 1922 wersja elektroniczna Polona,pl
- Teatr starożytny – tekst objaśniający, Tabulae, quibus antiquitates Graecae et Romanae illustrantur: tablice: 12 i 13 Lwów-Warszawa 1922 wersja elektroniczna Polona.pl
- Ateny i Rzym – tekst objaśniający, Tabulae, quibus antiquitates Graecae et Romanae illustrantur: tablice: 14a, 14b. i 15a, 15 b Lwów-Warszawa 1922 wersja elektroniczna Polona.pl.
- Jakie znaczenie w rozwoju człowieka kształcącego się ma nauka języków starożytnych i filologii klasycznej?, Tomaszów Lubelski 1923, wersja elektroniczna Polona.pl
- Poezja łacińska w pieśni: melodje do utworów poezji łacińskiej, Lwów 1924 wersja elektroniczna Polona.pl
- Ubiory greckie w życiu i na scenie, Warszawa 1925
- Kurs języka łacińskiego: wypisy dla klasy 4 gimnazjów humanistycznych i klasycznych nowego typu. Cz. 2, Objaśnienia do tekstów, Lwów 1928
- Virgile chantĕ, Warszawa 1931
- Wokalna i muzyczna interpretacja tragedji greckiej, Lwów 1932, Odbitka z „Przegląd Humanistyczny” 1932, R. 7, z. 1.
- Le „Carmen saeculare” d' Horace mis en musique par Philidor, Poznań 1936
- Uwagi i myśli (do artykułu p. prof. B. Pastuszczyna pt. Nauczanie słówek łacińskich w gimnazjum nowego ustroju, Lwów 1936, Odbitka z „Przegląd Klasyczny” 1936, R. 2, nr 7/8 wersja elektroniczna Polona.pl

### Wspomnienia Stefana Cybulskiego
- Stefan Cybulski, Gimnazjum przy kościele św. Katarzyny w Petersburgu. Szkice z dziejów życia gimnazjum, w: Z murów św. Katarzyny. Księga pamiątkowa b. wychowanek i wychowanków gimnazjum przy kościele świętej Katarzyny w Petersburgu, t. 1: Kościół św. Katarzyny a życie polskie, szkoły żeńskie, szkoły męskie, red. Wanda Chmielewska, Warszawa 1933, s. 221–248.
- Stefan Cybulski, Moje wspomnienia z lat dawnych, „Filomata” 1930, nr 14, s. 147–159.

## Ordery i odznaczenia
- Złoty Krzyż Zasługi (29 kwietnia 1930)[8]